# Witoorwinterkoning
De witoorwinterkoning (Cantorchilus leucotis; synoniem: Thryothorus leucotis) is een zangvogel uit de familie Troglodytidae (winterkoningen).

## Verspreiding en leefgebied
Deze soort telt 11 ondersoorten:
- C. l. galbraithii: oostelijk Panama en noordwestelijk Colombia.
- C. l. conditus: Coiba en de Pareleilanden (nabij zuidelijk Panama).
- C. l. leucotis: van de Sinu-rivier tot Santa Marta (noordwestelijk en noordelijk Colombia).
- C. l. collinus: noordelijk La Guajira (noordelijk Colombia).
- C. l. venezuelanus: oostelijk Santa Marta en de vlakten van Guajira en noordwestelijk Venezuela.
- C. l. zuliensis: noordoostelijk Colombia en westelijk Venezuela.
- C. l. hypoleucus: het noordelijke deel van Centraal-Venezuela.
- C. l. bogotensis: van oostelijk Colombia tot centraal Venezuela.
- C. l. albipectus: noordoostelijk Venezuela, de Guyana's en noordoostelijk Brazilië.
- C. l. peruanus: van oostelijk Ecuador en zuidelijk Colombia tot oostelijk Peru, westelijk Brazilië en noordwestelijk Bolivia.
- C. l. rufiventris: van centraal Brazilië tot oostelijk Paraguay.